# Finlandia Trophy 2019
Finlandia Trophy 2019 – szóste zawody łyżwiarstwa figurowego z cyklu Challenger Series 2019/2020. Zawody rozgrywano od 11 do 13 października 2019 roku w hali Espoo Metro Areena w Espoo.	
W konkurencji solistów zwyciężył Japończyk Shōma Uno, zaś w konkurencji solistek Rosjanka Alona Kostornoj dla której były to pierwsze zawody w karierze seniorskiej. W parach sportowych triumfowali Rosjanie Anastasija Miszyna i Aleksandr Gallamow, zaś w parach tanecznych Amerykanie Madison Chock i Evan Bates.	

## Terminarz
| Data            | Godzina                     | Konkurencja   | Segment          |
| --------------- | --------------------------- | ------------- | ---------------- |
| 11 października | 13:45 UTC+03:00 / 12:45 CET | Pary sportowe | Program krótki   |
| 11 października | 16:10 UTC+03:00 / 15:10 CET | Soliści       | Program krótki   |
| 11 października | 19:10 UTC+03:00 / 18:10 CET | Solistki      | Program krótki   |
| 12 października | 12:00 UTC+03:00 / 11:00 CET | Pary taneczne | Taniec rytmiczny |
| 12 października | 14:15 UTC+03:00 / 13:15 CET | Pary sportowe | Program dowolny  |
| 12 października | 16:45 UTC+03:00 / 15:45 CET | Soliści       | Program dowolny  |
| 13 października | 13:00 UTC+03:00 / 12:00 CET | Pary taneczne | Taniec dowolny   |
| 13 października | 15:30 UTC+03:00 / 14:30 CET | Solistki      | Program dowolny  |

## Rekordy świata
| Rekordy świata (GOE±5) na moment rozpoczęcia zawodów (stan na 11 października 2019): | Rekordy świata (GOE±5) na moment rozpoczęcia zawodów (stan na 11 października 2019): | Rekordy świata (GOE±5) na moment rozpoczęcia zawodów (stan na 11 października 2019): | Rekordy świata (GOE±5) na moment rozpoczęcia zawodów (stan na 11 października 2019): | Rekordy świata (GOE±5) na moment rozpoczęcia zawodów (stan na 11 października 2019): | Rekordy świata (GOE±5) na moment rozpoczęcia zawodów (stan na 11 października 2019): |
| Konkurencja                                                                          | Segment                                                                              | Zawodnicy                                                                            | Punkty                                                                               | Zawody                                                                               | Data                                                                                 |
| ------------------------------------------------------------------------------------ | ------------------------------------------------------------------------------------ | ------------------------------------------------------------------------------------ | ------------------------------------------------------------------------------------ | ------------------------------------------------------------------------------------ | ------------------------------------------------------------------------------------ |
| Soliści                                                                              | Nota łączna                                                                          | Nathan Chen                                                                          | 323,42                                                                               | Mistrzostwa świata 2019                                                              | 23 marca 2019                                                                        |
| Soliści                                                                              | Program dowolny                                                                      | Nathan Chen                                                                          | 216,02                                                                               | Mistrzostwa świata 2019                                                              | 23 marca 2019                                                                        |
| Soliści                                                                              | Program krótki                                                                       | Yuzuru Hanyū                                                                         | 110,53                                                                               | Rostelecom Cup 2018                                                                  | 16 listopada 2018                                                                    |
| Solistki                                                                             | Nota łączna                                                                          | Aleksandra Trusowa                                                                   | 238,69                                                                               | Memoriał Ondreja Nepeli 2019                                                         | 21 września 2019                                                                     |
| Solistki                                                                             | Program dowolny                                                                      | Aleksandra Trusowa                                                                   | 163,78                                                                               | Memoriał Ondreja Nepeli 2019                                                         | 21 września 2019                                                                     |
| Solistki                                                                             | Program krótki                                                                       | Rika Kihira                                                                          | 83,97                                                                                | World Team Trophy 2019                                                               | 11 kwietnia 2019                                                                     |
| Pary sportowe                                                                        | Nota łączna                                                                          | Sui Wenjing / Han Cong                                                               | 234,84                                                                               | Mistrzostwa świata 2019                                                              | 21 marca 2019                                                                        |
| Pary sportowe                                                                        | Program dowolny                                                                      | Sui Wenjing / Han Cong                                                               | 155,60                                                                               | Mistrzostwa świata 2019                                                              | 21 marca 2019                                                                        |
| Pary sportowe                                                                        | Program krótki                                                                       | Jewgienija Tarasowa / Władimir Morozow                                               | 81,21                                                                                | Mistrzostwa świata 2019                                                              | 20 marca 2019                                                                        |
| Pary taneczne                                                                        | Nota łączna                                                                          | Gabriella Papadakis / Guillaume Cizeron                                              | 223,13                                                                               | World Team Trophy 2019                                                               | 12 kwietnia 2019                                                                     |
| Pary taneczne                                                                        | Taniec dowolny                                                                       | Gabriella Papadakis / Guillaume Cizeron                                              | 135,82                                                                               | World Team Trophy 2019                                                               | 12 kwietnia 2019                                                                     |
| Pary taneczne                                                                        | Taniec rytmiczny                                                                     | Gabriella Papadakis / Guillaume Cizeron                                              | 88,42                                                                                | Mistrzostwa świata 2019                                                              | 22 marca 2019                                                                        |

## Wyniki

### Soliści
| Poz. | Zawodnik                     | Nota łączna | SP | SP    | FS | FS     |
| ---- | ---------------------------- | ----------- | -- | ----- | -- | ------ |
| 1    | Shōma Uno                    | 255,23      | 2  | 92,28 | 1  | 162,95 |
| 2    | Sōta Yamamoto                | 223,24      | 1  | 92,81 | 6  | 130,43 |
| 3    | Roman Sadovsky               | 222,23      | 3  | 86,34 | 4  | 135,89 |
| 4    | Jimmy Ma                     | 213,49      | 8  | 66,48 | 2  | 147,01 |
| 5    | Aleksandr Selevko            | 206,81      | 7  | 67,63 | 3  | 139,18 |
| 6    | Siergiej Woronow             | 206,19      | 4  | 79,48 | 9  | 126,71 |
| 7    | Andriej Łazukin              | 203,91      | 5  | 75,59 | 8  | 128,32 |
| 8    | Roman Galay                  | 193,11      | 11 | 61,19 | 5  | 131,92 |
| 9    | Edrian Paul Celestino        | 191,45      | 10 | 61,72 | 7  | 129,73 |
| 10   | Christopher Caluza           | 187,43      | 9  | 65,92 | 12 | 121,51 |
| 11   | Jonathan Hess                | 183,49      | 12 | 60,73 | 10 | 122,76 |
| 12   | Nicola Todeschini            | 171,84      | 14 | 59,31 | 13 | 112,53 |
| 13   | Luc Economides               | 169,76      | 6  | 69,82 | 16 | 99,94  |
| 14   | Philip Warren                | 165,71      | 18 | 43,46 | 11 | 122,25 |
| 15   | Yakau Zenko                  | 163,92      | 16 | 55,31 | 15 | 108,61 |
| 16   | Tomàs Llorenç Guarino Sabaté | 157,11      | 17 | 48,41 | 14 | 108,70 |
| 17   | Valtter Virtanen             | 155,43      | 15 | 58,13 | 17 | 97,30  |
| 18   | Catalin Dimitrescu           | 141,69      | 13 | 60,17 | 18 | 81,52  |

### Solistki
| Poz. | Zawodniczka                | Nota łączna | SP | SP    | FS | FS     |
| ---- | -------------------------- | ----------- | -- | ----- | -- | ------ |
| 1    | Alona Kostornoj            | 234,84      | 1  | 77,25 | 1  | 157,59 |
| 2    | Jelizawieta Tuktamyszewa   | 212,53      | 2  | 72,66 | 2  | 139,87 |
| 3    | Yuhana Yokoi               | 191,90      | 3  | 65,09 | 3  | 126,81 |
| 4    | Jenni Saarinen             | 181,20      | 4  | 60,06 | 4  | 121,14 |
| 5    | Starr Andrews              | 169,10      | 6  | 57,25 | 5  | 111,85 |
| 6    | Eva-Lotta Kiibus           | 162,77      | 5  | 59,84 | 6  | 102,93 |
| 7    | Linnea Ceder               | 151,48      | 7  | 53,25 | 8  | 98,23  |
| 8    | Megan Wessenberg           | 148,21      | 9  | 51,07 | 9  | 97,14  |
| 9    | Sofia Sula                 | 147,41      | 13 | 47,09 | 7  | 100,32 |
| 10   | Josefin Taljegård          | 143,74      | 8  | 51,28 | 12 | 92,46  |
| 11   | Tanja Odermatt             | 142,79      | 11 | 48,74 | 10 | 94,05  |
| 12   | Vera Stolt                 | 141,35      | 10 | 50,31 | 13 | 91,04  |
| 13   | Gabrielle Daleman          | 138,89      | 15 | 45,82 | 11 | 93,07  |
| 14   | Nina Povey                 | 131,77      | 14 | 46,33 | 14 | 85,44  |
| 15   | Alisson Krystle Perticheto | 122,86      | 18 | 39,77 | 15 | 83,09  |
| 16   | Nikola Rychtaříková        | 118,33      | 16 | 43,20 | 17 | 75,13  |
| 17   | Niki Wories                | 117,62      | 12 | 48,40 | 18 | 69,22  |
| 18   | Kristina Isaev             | 112,30      | 20 | 34,55 | 16 | 77,75  |
| 19   | Sara Hong                  | 105,61      | 19 | 38,59 | 19 | 67,02  |
| 20   | Alizée Crozet              | 102,33      | 17 | 40,91 | 20 | 61,42  |
| 21   | Maral-Erdene Gansukh       | 70,79       | 21 | 23,57 | 21 | 47,22  |

### Pary sportowe
| Poz. | Zawodnicy                                | Nota łączna | SP | SP    | FS | FS     |
| ---- | ---------------------------------------- | ----------- | -- | ----- | -- | ------ |
| 1    | Anastasija Miszyna / Aleksandr Gallamow  | 210,18      | 1  | 74,99 | 1  | 135,19 |
| 2    | Alisa Jefimowa / Aleksandr Korowin       | 194,28      | 2  | 69,12 | 3  | 125,16 |
| 3    | Lubow Iluszeczkina / Charlie Bilodeau    | 193,58      | 3  | 68,07 | 2  | 125,51 |
| 4    | Miriam Ziegler / Severin Kiefer          | 167,44      | 5  | 54,09 | 4  | 113,35 |
| 5    | Olivia Serafini / Mervin Tran            | 167,08      | 4  | 60,24 | 5  | 106,84 |
| 6    | Evelyn Walsh / Trennt Michaud            | 151,72      | 8  | 48,03 | 6  | 103,69 |
| 7    | Cléo Hamon / Denys Strekalin             | 148,48      | 7  | 53,53 | 7  | 94,95  |
| 8    | Ioulia Chtchetinina / Márk Magyar        | 148,35      | 6  | 53,67 | 8  | 94,68  |
| 9    | Isabella Gamez / David-Alexandre Paradis | 124,70      | 10 | 43,09 | 9  | 81,61  |
| 10   | Darja Daniłowa / Michel Tsiba            | 118,90      | 9  | 43,56 | 10 | 75,34  |
| 11   | Alexandra Herbríková / Nicolas Roulet    | 111,63      | 11 | 41,25 | 11 | 70,38  |

### Pary taneczne
| Poz. | Zawodnicy                                | Nota łączna | RD | RD    | FD | FD     |
| ---- | ---------------------------------------- | ----------- | -- | ----- | -- | ------ |
| 1    | Madison Chock / Evan Bates               | 198,26      | 1  | 78,80 | 1  | 119,46 |
| 2    | Wang Shiyue / Liu Xinyu                  | 183,09      | 3  | 71,68 | 2  | 111,41 |
| 3    | Bietina Popowa / Siergiej Mozgow         | 175,24      | 2  | 72,11 | 3  | 103,13 |
| 4    | Marjorie Lajoie / Zachary Lagha          | 173,69      | 4  | 70,75 | 4  | 102,94 |
| 5    | Allison Reed / Saulius Ambrulevičius     | 168,33      | 5  | 70,61 | 6  | 97,72  |
| 6    | Anastasija Szpilewaja / Grigorij Smirnow | 165,81      | 6  | 68,04 | 5  | 97,77  |
| 7    | Yuka Orihara / Juho Pirinen              | 157,72      | 7  | 62,19 | 7  | 95,53  |
| 8    | Leia Dozzi / Michael Albert Valdez       | 133,38      | 8  | 52,63 | 8  | 80,75  |
| 9    | Emily Monaghan / Ilias Fourati           | 131,44      | 9  | 52,01 | 9  | 79,43  |